# Gazda
Gazda – właściciel gospodarstwa wiejskiego na Podhalu i w Beskidach Zachodnich. Bogaty gospodarz to hruby gazda, żona gazdy to gaździna, jego gospodarstwo gazdostwo lub gazdówka, a gospodarzyć to gazdować.
Słowo gazda występuje także w tym samym znaczeniu w językach: rumuńskim, serbskim, słowackim, ukraińskim i węgierskim. Zostało prawdopodobnie zaczerpnięte od pasterzy wołoskich w ramach kolonizacji wołoskiej.